# Fate/Zero
Fate/Zero (jap. フェイト/ゼロ Feito/Zero) – seria light novel napisana przez Gena Urobuchi oraz ilustrowana przez Takashi Takeuchi. Pierwotnie wydana w 4 tomach przez Type–Moon w latach 2006–2007, następnie przedrukowana przez wydawnictwo Seikaisha w sześciu tomach. Powieści te są prequelem Fate/stay night.
Na podstawie powieści powstaje manga, a w latach 2011–2012 na podstawie powieści został wyemitowany serial anime, zrealizowany przez studio Ufotable. Było ono emitowane przez telewizję Tokyo MX od października do grudnia 2011 (pierwsza seria) i od kwietnia do czerwca 2012 (druga seria).

## Fabuła
Dziesięć lat przed wydarzeniami przedstawionymi w Fate/stay night w mieście Fuyuki gromadzą się magowie i zwykli ludzie, by stoczyć czwartą wojnę o Świętego Graala. Rozpoczyna się ona, gdy artefakt wybiera spośród zebranych 7 Mistrzów, którzy najbardziej pragną go zdobyć.

## Obsada
Lista dubbingowanych postaci:
- Rikiya Koyama – Kiritsugu Emiya
- Sayaka Ōhara – Irisviel von Einzbern
- Ayumi Tsunematsu – Maiya Hisau
- Ayako Kawasumi – Saber (Artoria Pendragon)
- Jōji Nakata – Kirei Kotomine
- Akina Abe – Assassin
- Sachie Abe – Assassin
- Sho Hayami – Tokiomi Tohsaka
- Tomokazu Seki – Archer (Gilgamesz)
- Daisuke Namikawa – Waver Velvet
- Akio Ōtsuka – Rider (Iskandar)
- Takumi Yamazaki – Kayneth El-Melloi Archibald
- Megumi Toyoguchi – Sola-Ui
- Hikaru Midorikawa – Lancer (Diarmuid Ua Duibhne)
- Akira Ishida – Ryūnosuke Uryū
- Satoshi Tsuruoka – Caster (Gilles de Rais)
- Tarusuke Shingaki – Kariya Matō
- Ryōtarō Okiayu – Berserker (Lancelot)

## Manga
Na podstawie serii powieści powstała adaptacja w formie mangi, której autorem jest Shinjirō. Kolejne rozdziały ukazywały się w magazynie „Young Ace” wydawnictwa Kadokawa od 2011 roku. Ostatni rozdział ukazał się w tym magazynie 2 maja 2017 roku. Całość została skompilowana w 14 tomach.

## Anime
| N/o | Tytuł odcinka                                 | Premiera             |
| --- | --------------------------------------------- | -------------------- |
| 1   | Przywołanie bohaterów Eirei Shōkan (英霊召喚) | 1 października 2011  |
| 2   | Falstart Itsuwari no sentan (偽りの戦端)      | 8 października 2011  |
| 3   | Miasto Fuyuki Fuyuki no chi (冬木の地)        | 15 października 2011 |
| 4   | Czerwona włócznia Masō no yaiba (魔槍の刃)    | 22 października 2011 |
| 5   | Ryk wściekłej bestii Kyōjū hōkō (凶獣咆吼)    | 29 października 2011 |
| 6   | Noc intryg Bōryaku no yoru (謀略の夜)         | 5 listopada 2011     |
| 7   | Mroczny las Makyō no mori (魔境の森)          | 12 listopada 2011    |
| 8   | Zabójca Magów Majutsushi koroshi (魔術師殺し) | 19 listopada 2011    |
| 9   | Mistrz i Sługa Aruji to jūsha (主と従者)      | 26 listopada 2011    |
| 10  | Wielka przygoda Rin Rin no bōken (凛の冒険)   | 3 grudnia 2011       |
| 11  | Dysputa Graala Seihai mondō (聖杯問答)        | 10 grudnia 2011      |
| 12  | Wezwanie Graala Seihai no maneki (聖杯の招き) | 17 grudnia 2011      |
| 13  | Zakazana uczta Kindan no kyōen (禁断の狂宴)   | 24 grudnia 2011      |

## Odbiór
W 2012 roku anime zostało wyróżnione kilkoma nagrodami Newtype Anime Awards miesięcznika Newtype. Seria została uznana najlepszym anime roku 2012. Ponadto drugie miejsca zajęli: reżyser (Ei Aoki), twórcy scenariusza (studio Ufotable), projektanci postaci (Tomonori Sudō, Atsushi Ikariya) oraz piosenka to the beginning, przegrywając jedynie z The Idolmasterem. Recenzenci polskojęzycznego serwisu tanuki.pl ocenili pierwszą serię anime na 8/10, natomiast redakcja wystawiła ocenę 9/10. Drugi sezon także spotkał się z przychylnymi opiniami – zarówno recenzenci jak i redakcja wystawiła notę 8/10.